# Björn Skeggjason
Björn Skeggjason (n. 854), também chamado Skinna-Björn (nórdico antigo: Pel de Osso)  foi um víquingue, comerciante e colono norueguês em Reykir, Miðfjörð, Vestur-Húnavatnssýsla na Islândia. O seu negócio concentrava-se na troca de peles com Holmgard, mas cansou e decidiu aventurar-se na colonização da Islândia. É um personagem mencionado na saga de Svarfdæla e Saga Þórðar hreðu. O seu filho mais novo Skeggi Björnsson foi um grande guerreiro e é também referido em outras fontes contemporâneas, a mais importante a saga de Njál.